# Imminence (Album)
Imminence ist ein Jazz & Lyrik-Musikalbum von Eliot Cardinaux und Gary Fieldman. Die am 19. November 2023 im Northfire Studio in Cardinauxs Heimatstadt Amherst entstandenen Aufnahmen erschienen 2024 auf Cardinaux’ Label The Bodily Press, auf dem er auch Gedichtbände veröffentlicht.

## Hintergrund
Imminence (deutsch „unmittelbar bevorstehend“, „im Begriff zu geschehen“) ist eine Sammlung größtenteils frei improvisierter Musik des amerikanischen, in Massachusetts ansässigen Pianisten, Lyrikers und Labelchefs Eliot Cardinaux und des Schlagzeugers und Perkussionisten Gary Fieldman. Fieldman gehört zu den Circadian Rhythm Kings, einem Quintett, das die Grenzen zwischen Jazz-, Klassik- und Funk-Idiomen überschreitet.
Fieldman hat zuvor bereits mit Cardinaux die Alben Deleted Scene (mit dem Saxophonisten Caleb Schmale) und das Duoalbum Pavane (The Bodily Press, 2021 und 2022) aufgenommen. Fieldman spielt Schlaginstrumente mit und ohne bestimmte Tonhöhe, einige verwendete Objekte sind Zuckerpäckchen und hölzerne Eierschüttler. Sein Solostück «Teo» ist dem Schlagzeuger Ra Kalam Bob Moses gewidmet.
Imminence enthält 16 kurze, introspektive Stücke. Cardinaux‘ Poesie befasst sich mit der inspirierenden Kraft der Musik; in «Threnody for the Splitting World» rezitiert er:
«We wake to hear / in music // We are not / simply of this Earth // That the daylight yearns / the shards of night we cement / together // Into the seed to sow…»
«Wir wachen auf, um zu hören / in der Musik // Wir sind nicht / einfach von dieser Erde // Die das Tageslicht ersehnt / Die Scherben der Nacht zementieren wir / zusammen // ::In den Samen, um ihn zu säen …»
Cardinaux bezieht sich auf das Werk des Dichters Paul Celan (Von Schwelle zu Schwelle, 1955). In «Seam» rezitiert er: «Schwelle zu Schwelle / ringt ihr und überquert sie. / Balken am Nachthimmel. / Ein Skelett, dessen Worte du verwendest / um die Nacht mit Wasserstoff zu füllen / bricht zusammen. Balken am Nachthimmel …»
Fieldman verleiht den «Notes from Bird Lake» einen spielerischen Puls, den er Cardinaux’ existentiellen Überlegungen gegenüberstellt:
«When you were falling / noise over mind // What / of these misheard arrows / of light in the dark / of the mind, this / placelessness // To whom do I refer // No one / can force me to talk // Trees, too / have the right to remain / silent // That one / standing alone in a field, / a criminal…»
«Als du fielst / Lärm über dem Verstand // Was / ist mit diesen falsch gehörten Pfeilen / des Lichts in der Dunkelheit / des Verstandes, dieser / Ortlosigkeit // Auf wen beziehe ich mich // Niemand / kann mich zum Reden zwingen // Auch Bäume / haben das Recht zu / schweigen // Der / der allein auf einem Feld steht, / ein Verbrecher …»

## Titelliste
- Eliot Cardinaux & Gary Fieldman: Imminence

1. Imminence 5:39
2. White Horse Through the Window 4:17
3. Threnody for the Splitting World 2:35
4. Missing Tail Light 0:31
5. Sovereign 5:11
6. Seam (for Paul Celan) 3:48
7. Swingadingding 0:30
8. Mephistopheles 1:36
9. Teo (for Bob Moses) 0:42
10. Majesty & Countermajesty 6:42
11. Notes from Bird Lake 4:57
12. Red-Nosed Man on a Bicycle 5:01
13. At the Conservatory 3:39
14. Deleted Scene 3:46
15. Threnody for a Piece of Thread 1:25

Alle Gedichte stammen von Eliot Cardinaux. Die Glockenspiel-Passagen (Titel 3, 12, 14–15) wurden von Gary Fieldman komponiert. Die Klavierparts der Titel 2 und 13 wurden von Eliot Cardinaux komponiert. Alle weiteren Stücke sind improvisiert.

## Rezeption
Imminence sei nachdenklich und voller fantasievoller perkussiver Einlagen, schrieb Eyal Hareuveni in Salt Peanuts. Fieldman würde Cardinaux‘ lyrischem, impressionistischem Klavierspiel und seiner unaufdringlichen Darbietung experimenteller poetischer gesprochener Worte eine subtile, aber lebendige dramatische Präsenz verleihen.